# Веепу, Пири
Пири Аваху Тиху Веепу (англ. Piri Awahou Tihou Weepu; род. 7 сентября 1983 года) — новозеландский регбист, представляющий клуб «Блюз» и национальную сборную. Дебютировал в матчах за Новую Зеландию в 2004 году. Выступает на позициях скрам-хава (полузащитника схватки) и флай-хава (блуждающего полузащитника).
Младший брат игрока в регбилиг Билли Веепу.

## Биография
Веепу имеет маорийские и ниуэанские корни. Обучался в колледже Те Ауте (англ. Te Aute College).
С 2003 года представлял сборную региона Веллингтон, а в следующем сезоне попал в состав профессионального клуба «Харрикейнз». В 2006 году, играя в финале чемпионата, потерял сознание в результате неудачной попытки захвата. Матч проходил при густом тумане, и врачи клуба не заметили инцидента. Очнувшись, Веепу продолжил играть, однако «ураганы» уступили «Крусейдерс», а сам Веепу не смог сдержать автора победной попытки Кейси Лаулала. Позже Веепу признался, что совершенно не помнит хода матча.
В 2007 году Веепу пропустил чемпионат мира — тренерский штаб сборной предпочёл вызвать в команду Эндрю Эллиса. Следующий кубок мира прошёл уже при участии полузащитника. В четвертьфинальном матче с Аргентиной не смог принять участие основной бьющий сборной, Дэн Картер. Приняв на себя его функции, Веепу реализовал семь своих возможностей, упустив лишь одну. Веепу был признан лучшим игроком матча. В финале новозеландцы обыграли французов и стали двукратными чемпионами мира.
Сейчас Веепу солирует в знаменитом танце сборной Новой Зеландии хака, который исполняется перед каждым матчем.